# Список эпизодов телесериала «Всё тип-топ, или Жизнь Зака и Коди»

## Сезон 1
- 1 сезон состоит из 26 серий.
- Сезон снимался с 2004 по 2005 год.

| # серии сериала | # серии сезона | Название                                 | Режиссёр           | Автор                             | Выход в США       | Производственный номер |
| --- | -------------- | ---------------------------------------- | ------------------ | --------------------------------- | ----------------- | ---------------------- |
| 1 | 1              | «Тусовка в отеле»                        | Рич Коррел         | Джени Квин                        | март 18, 2005     | 102                    |
| Зак и Коди встречают Макс и Проглота, и приглашают их в шикарный отель Тип-Топ, где их мама работает певицей. Управляющий отелем, Мистер Мосби нанимает конфетчицу Мэдди репетитором Лондон — богатой беспечной дочери владельца отеля, однако вместо занятий, Лондон помогает Мэдди бросить докучливого поклонника — охранника Лэнса. - Приглашенные звезды: Эстебан (Адриан Р'Манте), Дрю Крю (Яша Вашингтон), Макс (Элисон Стоунер), Лэнс (Aaron Musicant), Проглот (Dennis Bendersky) |                |                                          |                    |                                   |                   |                        |
| 2 | 2              | «Самый справедливый из Них всех»         | Рич Коррелл        | Валерия Ахерх Кристиан Маклауглин | март 18, 2005     | 104                    |
| В отеле проходит детский конкурс красоты для девочек. Коди встречает девочку по имени Ребекка, которая ему нравится. Из-за нелепой случайности ему приходится прятаться в комнате девочек, переодевшись в участницу конкурса. И тогда оказывается, что у Коди есть шанс выиграть конкурс и 2000 долларов. - Приглашенные звезды: Ребекка (Виктория Джастис), Тим (Мэтт Винстон). |                |                                          |                    |                                   |                   |                        |
| 3 | 3              | «Регистрации Мэдди»                      | Рич Коррелл        | Дэнни Каллис Джим Геогах          | март 25, 2005     | 103                    |
| Мэдди встречает Джэйсона, сына богатого политика, приехавшего в Бостон. Тот не знает, что Мэдди работает в отеле, думая что она аристократка. Не желая говорить Джэйсону правду, Мэдди приходится притворяться со всеми сопутствующими сложностями. - Кайл (Daniel Booko), Эстебан (Адриан Р'Манте) |                |                                          |                    |                                   |                   |                        |
| 4 | 4              | «Инспектор отелей»                       | Генри Чань         | Марк Фланагах                     | апрель 1, 2005    | 107                    |
| «Тип-топ» должен вот-вот навестить инспектор от правления сети отелей «Тип-топ». Инспектор является в самый неподходящий момент, и забирает обязанности менеджера отеля у мистера Мосби. Зак и Коди, виновные в беспорядке, пытаются помочь Мосби вернуться к своей любимой работе. - Ильза Шикельгрубермайер (Каролин Ри) - Приглашенные звёзды: Каролин Рхеа в роли Ильзы, Адрина Р'Манте в роли Эстебана |                |                                          |                    |                                   |                   |                        |
| 5 | 5              | «Основанный на 23-м Этаже»               | Ли Схаллат-Чемел   | Дэнни Каллис Джим Геогхан         | апрель 8, 2005    | 101                    |
| Зак и Коди узнают, что в отеле состоится свадьба известной светской пары. По слухам за фотографию их свадебного поцелуя жёлтая пресса платит 20 000 долларов. Зак тайком пробирается на церемонию, чтобы сделать снимок. |                |                                          |                    |                                   |                   |                        |
| 6 | 6              | «Принц и Ныряльщик»                      | Эндрю Цао          | Адам И. Лапидус                   | апрель 15, 2005   | 106                    |
| Мама близнецов Кэрри получает цветы и стихи от тайного обожателя. Сначала она думает, что это консьерж Серж, однако Заку и Коди удаётся выяснить, что это на самом деле механик Арвин. Тогда братья прикладывают все усилия, чтобы устроить свидание Кэрри с ним. - Арвин (Брайан Степанек), Мюриель (Эстелль Харрис) |                |                                          |                    |                                   |                   |                        |
| 7 | 7              | «Ноголузер»                              | Рич Коррелл        | Билл Фреибергер                   | апрель 22, 2005   | 105                    |
| Зак и Макс участвуют в шоу «Дети-танцоры», но перед финалом Зак подворачивает ногу, и вместо него приходится выступать Коди. Тем временем Мэдди занимает у Лондон 250 долларов, чтобы отправить родителей в путешествие, и ей приходится прислуживать Лондон за эту услугу. - Приглашенные звезды: Макс (Элисон Стоунер) |                |                                          |                    |                                   |                   |                        |
| 8 | 8              | «Из истории»                             | Джим Дрейк         | Джени Квин                        | май 6, 2005       | 111                    |
| Мэдди собирается провести свой выпускной бал в «Тип-топе», где она мечтает танцевать с Джеффом, который на три года старше её. Зак, подслушав разговор Мэдди о том, что она не решается пригласить «этого парня, так как у них три года разница», думает, что Мэдди имеет в виду его. Лондон обещает на бал группу Maroon 5, но те не приезжают, и бал на грани провала. Тогда Зак спасает вечеринку, приглашая гостящий в отеле цирк на праздник. - Приглашенные звезды: Мэри Маргарет (Моника Коулмэн) |                |                                          |                    |                                   |                   |                        |
| 9 | 9              | «Банда в Бостоне»                        | Рич Коррелл        | Билли Рибак                       | май 20, 2005      | 112                    |
| Зак, Коди, Макс и Проглот создают рок-группу для участия в конкурсе, победитель которого получит право выпустить свой CD-диск. Однако Коди покидает группу из-за ссоры с Заком. Мэдди тоже участвует в конкурсе вместе с охранником Лэнсом и Лондон Тип-Топ, которую им пришлось взять в группу, несмотря на её ужасное пение, так как Лондон купила им инструменты. - Приглашенные звезды: Макс (Элисон Стоунер), Проглот (Дэннис Бендерски) |                |                                          |                    |                                   |                   |                        |
| 10 | 10             | «Коди едет в лагерь»                     | Рич Коррелл        | Джим Геогхан                      | июнь 6, 2005      | 113                    |
| Коди уезжает в лагерь юных математиков. Мистер Мосби учит Лондон водить машину. Соскучившись по брату, Зак сбегает к нему в лагерь, уговаривая Лондон отвезти его, несмотря на протесты Мэдди. - Мюриэль (Эстелль Харрис), Эстебан (Адриан Р'Манте) |                |                                          |                    |                                   |                   |                        |
| 11 | 11             | «Поймать вора»                           | Джефф МкКракен     | Росс Браун                        | июнь 18, 2005     | 108                    |
| Мистер Мосби созывает всех работников, чтобы сообщить, что в отеле орудуют воры. Зак и Коди подслушивают и решают найти вора. Тем временем, Эстебан попадает под подозрение; но братья уже находят настоящих грабителей и устраивают им ловушку в номере Лондон. - Эстебан (Адриан Р'Манте) |                |                                          |                    |                                   |                   |                        |
| 12 | 12             | «Это безумный, безумный, безумный отель» | Лекс Пассарис      | Ховард Хеметц                     | июль 17, 2005     | 114                    |
| Зак и Коди случайно узнают, что в 1939 году, когда отель был только построен, знаменитый мафиози Перец де Лео, поклонник Мюриэль, перед арестом запрятал «сокровище» где-то под сердцем. Пытаясь отгадать загадку, братья, Мэдди, Лондон, Эстебан и другие перерывают весь отель, но в конце концов оказывается, что Перец имел в виду совсем другое сокровище. - Эстебан (Адриан Р'Манте), Мюриэль (Эстелль Харрис), Арвин (Брайан Степанек) |                |                                          |                    |                                   |                   |                        |
| 13 | 13             | «Бедная Маленькая Богатая Девочка»       | Дана деВалли Пиаза | Ллойд Гарвер                      | июль 22, 2005     | 110                    |
| Зак и Коди находят кассету с их детскими видеозаписями, и узнают, что во младенчестве мать их путала. Тогда они устраивают бойкот Кэрри, требуя доказательств, кто из них кто. Тем временем отец Лондон разоряется, купив шахту, в которой не оказалось алмазов, распродаёт имущество, в том числе гардероб Лондон, и сдаёт её шикарный номер. Мэдди вынуждена приютить Лондон у себя. - Эстебан (Адриан Р'Манте), Мюриэль (Эстелль Харрис), Кёрт Мартин (Роберт Торти) |                |                                          |                    |                                   |                   |                        |
| 14 | 14             | «Приготовление с Ромео и Джульеттой»     | Джим Дрэйк         | Джени Квин Адам Лапидус           | июль 22, 2005     | 115                    |
| Бывший инспектор отелей Ильза приходит в «Тип-топ» с новостью, что она стала менеджером отеля напротив, и намерена уничтожить конкурентов. Под её опекой находится Тодд Сент-Марк, сын владельца «Сент-Марк отеля», отец которого ненавидит «Тип-топ». Лондон влюбляется в Тодда, и тогда Мэдди устраивает паре тайное свидание на маскараде. - Приглашенные звезды: Ильза Шикельгрубермайер (Каролин Ри), Тодд (Бен Зиф) |                |                                          |                    |                                   |                   |                        |
| 15 | 15             | «Слухи»                                  | Рич Коррелл        | Берданетт Луккет                  | август 14, 2005   | 116                    |
| Лондон распускает по отелю слух, что Мэдди снова встречается с Лэнсом, что сильно злит Мэдди, и та в отместку рассказывает репортёру, что Лондон носит мех убитых животных, не расслышав, что Лондон сказала «foux» (не натуральный) а не «fox» (лисий), что приводит к скандалу в прессе. Мучимая совестью, Мэдди вместе с Заком и Коди придумывают способ исправить ошибку. Тем временем Коди просит брата пройти собеседование с политиком из Вашингтона вместо него, так как сам он ненамеренно покрасил волосы в красный цвет. - Эстебан (Адриан Р'Манте), Мюриэль (Эстелль Харрис), Лэнс (Aaron Musicant) |                |                                          |                    |                                   |                   |                        |
| 16 | 16             | «Большие Волосы и Бейсбол»               | Рич Коррелл        | Памела Эллз O'Коннел              | август 28, 2005   | 117                    |
| Мэдди закомплексована из-за своих волос, которые сильно вьются при влажной погоде. Из-за этого она боится идти на свидание с Гевином, однако выясняется, что у того тоже есть комплексы. Зак и Коди вместе с мистером Мосби идут на бейсбольный матч «Ред Сокс» против «Янкис». На матче Мосби нечаянно ловит мяч, лишая «Сокс» победы, и весь Бостон начинает его ненавидеть. - Приглашенные звезды: Гевин (Чед Броски) |                |                                          |                    |                                   |                   |                        |
| 17 | 17             | «Рок-звезда в доме»                      | Кэлли Сандефур     | Джени Квин Ховард Хеметц          | сентябрь 18, 2005 | 122                    |
| В отеле останавливается известный рок-певец Джесси Маккартни. Лондон и Мэдди мечтают встретиться с ним, и тайком пробираются в его номер, где встречают Зака, который крадёт вещи Джесси, чтобы продать фанам. Коди участвует в конкурсе юных изобретателей, а Арвин против правил помогает ему делать лазер. - Приглашенные звезды: Джесси МакКартни (играет себя), Барбара(Софи Ода) |                |                                          |                    |                                   |                   |                        |
| 18 | 18             | «Умный и более умный»                    | Рич Коррел         | Дэени Каллис Адам Лапидус         | октябрь 10, 2005  | 125                    |
| Зак получает плохую аттестацию в школе, и Кэрри требует, чтобы тот занимался усерднее, иначе ему придётся учиться летом. В школе Зак встречает Боба, которого переводят в его класс из специального класса для отстающих, так как тот болен дислексией. Тогда Зак решает притвориться дислексиком, чтобы снизить требования к себе. Тем временем Мистер Мосби простудился и потерял голос, а Эстебан лечит его своими методами. - Приглашенные звезды: Боб (Чарли Стюарт) |                |                                          |                    |                                   |                   |                        |
| 19 | 19             | «Призрак номера 613»                     | Рич Коррелл        | Дэнни Каллис Джим Геогхан         | октябрь 14, 2005  | 109                    |
| Братья случайно узнают о том, что в 613 номере по слухам обитает призрак девушки Ирен, муж которой после Второй мировой войны остался в Италии и женился на местной. В гневе Ирен разбила зеркало, и один осколок перерезал ей горло. Зак и Коди собираются переночевать в номере 613 на спор, кто испугается первым. - Эстебан (Адриан Р'Манте), Мюриэль (Эстелль Харрис), Арвин (Брайан Степанек) |                |                                          |                    |                                   |                   |                        |
| 20 | 20             | «Папа, вернулся»                         | Рич Коррелл        | Джим Геогхан                      | ноябрь 26, 2005   | 119                    |
| Бывший муж Кэрри — Курт приезжает в гости навестить сыновей. Когда он уезжает, Зак сбегает с ним в поисках приключений и «весёлой жизни». Кэрри, узнав об этом пытается быть «весёлой мамой» для Коди, чем только вызывает недоумение окружающих. Однако Зак быстро понимает, что не может жить в фургоне без материнской заботы. Мэдди не может сдать школьный зачёт по физкультуре, и тогда Лондон даёт ей уроки. - Курт (Роберт Торти), |                |                                          |                    |                                   |                   |                        |
| 21 | 21             | «Рождество в Типтопе»                    | Дэнни Каллис       | Дэнни Каллис Джим Геоган          | декабрь 10, 2005  | 123                    |
| Из-за сильной метели Рождественские планы обитателей «Тип-топа» отменяются: Кэрри остаётся в отеле вместо поездки на курорт, а приехавший отец близнецов должен остановиться в их номере, так как все места заняты. Мистер Мосби просит Кэрри и Курта спеть вместе на Рождество, и Коди надеется, что отец вернётся в семью. Тем временем в отеле просит приют семейная пара, у которой вот-вот должен родиться ребёнок. - Приглашенные звезды: Курт Мартин (Роберт Торти), Эстебан (Адриан Р'Манте) |                |                                          |                    |                                   |                   |                        |
| 22 | 22             | «Поцелуи и Баскетбол»                    | Лекс Пассарис      | Дэенни Каллис Джим Геогхан        | январь 1, 2006    | 120                    |
| Школьная команда по баскетболу в составе которой Зак, Макс, Проглот и Коди на скамейке запасных снова победила и вышла в финал, забив мяч в последний момент. Макс в порыве радости случайно поцеловала Зака, что делает их дальнейшую совместную игру невозможной, пока они не определятся в своих чувствах друг к другу. А тем временем отец Лондон запретил ей покупать много вещей, угрожая лишить наследства. Лондон не может устоять перед покупками, и Мэдди берётся помочь ей. - Приглашенные звезды: Макс (Элисон Стоунер), Проглот (Дэннис Бендерски)                                                 |                |                                          |                    |                                   |                   |                        |
| 23 | 23             | «Пилот своей Жизни»                      | Ли Схаллат-Чемел   | Дэнни Каллис                      | январь 6, 2006    | 118                    |
| В отеле выступает известный лектор, который заражает Коди своими взглядами. Тогда Коди начинает убеждать всех сотрудников реализовывать свои мечты. На фотосессии Лондон для подросткового модного журнала «Teen Trends» замечают Мэдди, и скоро должен пройти решающий этап, на котором будет выбрано новое лицо журнала — Лондон или Мэдди. |                |                                          |                    |                                   |                   |                        |
| 24 | 24             | «Сокрушенный»                            | Рич Коррелл        | Памела Ельз O'Коннел Адам Лапидус | январь 13, 2006   | 121                    |
| Одноклассница Коди, Агнес, влюблена в него, потому что он воспитанный и единственный, кто её не дразнит. Пытаясь отвязаться от навязчивой Агнес, Коди уговаривает Зака пойти на свидание вместо него и произвести отрицательное впечатление, но Агнес разгадывает обман и полагает, что Зак хочет «отбить» её у Коди. Тем временем Лондон знакомит свою собачку Иванну с породистым псом, но та сбегает с дворнягой Мэдди — Скампом. - Приглашенные звезды: Агнес (Элли Грант), Эстебан (Адриан Р'Манте), Патрик (Патрик Бристоу)                                                                               |                |                                          |                    |                                   |                   |                        |
| 25 | 25             | «Рекламные паузы»                        | Рич Коррелл        | Дэнни Каллис                      | январь 20, 2006   | 126                    |
| В «Тип-Топе» планируются съёмки рекламы отелей, и для этого всем сотрудникам нужно пройти кастинг. Кэрри узнает, что режиссёр — её бывший знакомый, с которым она в ссоре. На главную роль утверждается Лондон, хотя она совсем не способна к искусству. После первых дублей Лондон снимают с роли, и ставят на неё Мистера Мосби. Но и тот не может продолжать съёмки из-за неудачного падения. В конце концов по распоряжению мистера Тип-Топа, Кэрри становится главной героиней рекламы. - Приглашенные звезды: Герман (Стив Хитнер)                                                                        |                |                                          |                    |                                   |                   |                        |
| 26 | 26             | «Бостонский Праздник»                    | Лекс Пассарис      | Памела Эльз O'Коннелл             | январь 27, 2006   | 124                    |
| В отеле останавливается наследный принц острова Ишкабар, Санджи. Зак и Коди заводят с ним дружбу, и Зак приглашает принца развлечься в городе, пока Коди займёт его место на церемонии. Лондон кажется, что она видела НЛО над отелем, и она вместе с Мэдди устраивает наблюдение за «таинственным объектом». - Приглашенные звезды: принц Санджи (Neil Joshi) |                |                                          |                    |                                   |                   |                        |

## Сезон 2
- Во 2 сезоне 39 серий.
- Бренда Сонг отсутствует в 2 сериях
- Эшли Тисдейл отсутствует в одной серии.
- Сезон снимался с мая 2005 года — по август 2006 года.

| # серии сериала | # серии сезона | Описание                                    | Режиссёр         | Автор                               | Выход в США       | Производственный номер |
| --- | -------------- | ------------------------------------------- | ---------------- | ----------------------------------- | ----------------- | ---------------------- |
| 27 | 1              | «Нечетные Пары»                             | Danny Kallis     | Adam Lapidus                        | февраль 3, 2006   | 203                    |
| Лондон пытается произвести впечатление умной на Тревора — участника математической олимпиады, и просит Мэдди подсказывать ей нужные слова через радиосвязь. Коди устраивает «квартиру» в гардеробе в протест против нечистоплотности Зака в их комнате. - Тревор (Зак Эфрон), Боб (Чарли Стюарт) |                |                                             |                  |                                     |                   |                        |
| 28 | 2              | «Французский 101»                           | Rich Correll     | Jim Geoghan                         | февраль 10, 2006  | 201                    |
| В отеле останавливается французский посол с дочерью Джоли. Зак и Коди пытаются завоевать её расположение, хотя ни один не знает французского языка. Эстебан расстроен тем, что не смог остановить вора, и Лондон с Мэдди пытаются вернуть ему самооценку, затевая фальшивое нападение. - Эстебан (Адриан Р'Манте), Арвин (Брайан Степанек), Джоли (Кэтлин Пиппи) |                |                                             |                  |                                     |                   |                        |
| 29 | 3              | «Дневной уход»                              | Jim Drake        | Jeff Hodsden                        | февраль 17, 2006  | 204                    |
| Мэдди просит Зака и Коди проследить за детьми в дневном детском лагере «Тип-Топ». Но малыши ускользают из-под присмотра и устраивают в отеле бедлам. Лондон обучает Кэрри и Мистера Мосби искусству йоги. - Эстебан (Адриан Р'Манте) |                |                                             |                  |                                     |                   |                        |
| 30 | 4              | «Чёртова кухня»                             | Rich Correll     | Pamela Eells O'Connell              | февраль 24, 2006  | 207                    |
| Известный ресторанный критик Бернар Бернис должен явиться в отель инкогнито, но в последний момент главный шеф-повар Паоло увольняется из-за того, что собачке Лондон не нравятся его блюда. Зак, Кэрри, Лондон, Мосби и Мэдди под руководством Коди пытаются самостоятельно подать на стол. - Патрик (Патрик Бристоу), шеф Паоло (Джерри Кеньон), критик (Джим Джэнсен), ковбой (Кертис Тейлор) |                |                                             |                  |                                     |                   |                        |
| 31 | 5              | «Свободный Типпи»                           | Rich Correll     | Jeny Quine                          | март 3, 2006      | 202                    |
| Зак и Коди узнают, что мистер Мосби продаёт коня по кличке Типпи, так как аттракцион не приносит дохода. Пытаясь спасти Типпи, близнецы прячут его в отеле. Лондон теряет взятую на время у Мэдди фамильную брошь, и вместе с Арвином ей приходится искать её. - Арвин (Брайан Степанек), Миссис Делакур (Милисент Мартин), |                |                                             |                  |                                     |                   |                        |
| 32 | 6              | «Плед Навсегда»                             | Jim Drake        | Tim Pollock                         | март 20, 2006     | 205                    |
| Отец Лондон переводит её в школу Мэдди из-за плохой успеваемости. На первый же день Лондон и Мэдди провинились, и, отсиживая наказание, переоделись монахинями, чтобы выбраться из-под ареста. Именно в это время в школу с визитом приезжают финские монашки. Зак и Коди нечаянно роняют лампу, царапая стену, и вместе с Арвином вынуждены её ремонтировать. - Арвин (Брайан Степанек), Кори (Ванесса Энн Хадженс), Мэри-Маргарет (Моника Коулмэн), Боб (Чарли Стюарт), сестра Доминик (Марианн Мюллерлейл) |                |                                             |                  |                                     |                   |                        |
| 33 | 7              | «Выборы»                                    | Rich Correll     | Howard Nemetz                       | март 21, 2006     | 206                    |
| Зак и Коди претендуют на место президента школьного совета. Мэдди берётся помогать Коди, а Лондон с энтузиазмом подкупает избирателей, помогая стать президентом Заку. - Арвин (Брайан Степанек), Агнес (Элли Грант), Макс (Элисон Стоунер), Боб (Чарли Стюарт) |                |                                             |                  |                                     |                   |                        |
| 34 | 8              | «Старший брат Мозби»                        | Rich Correll     | Howard Nemetz                       | март 22, 2006     | 212                    |
| Старший брат мистера Мосби — Спенсер, навещает своего брата, и оказывается, что он — банкрот, и вынужден просить работу в отеле. Тем временем Зак оккупирует велосипед, купленный на общие деньги, чем выводит брата из себя. - Эстебан (Адриан Р'Манте), Спенсер (Дэна Вудс) |                |                                             |                  |                                     |                   |                        |
| 35 | 9              | «Книги и Гнезда»                            | Rich Correll     | Jim Geoghan                         | март 23, 2006     | 214                    |
| Лондон крадёт у Мэдди идею для своего школьного сочинения, получает отличную оценку и публикует свой рассказ, который становится популярным. Однако оказывается, что Мэдди в точности пересказала ей уже существующий рассказ другого автора. Коди приходит на занятия по деревообработке, но оказывается, совсем не способен что-то сделать, и рискует получить неудовлетворительную оценку в аттестат. - Трэвис (Фил Абрамс) |                |                                             |                  |                                     |                   |                        |
| 36 | 10             | «Не Такие хорошие 16»                       | Rich Correll     | Adam Lapidus                        | март 24, 2006     | 213                    |
| Мэдди готовится к своему дню рождения, но тут выясняется, что Лондон собирается устроить свой день рождения в это же время, хотя на самом деле он прошёл 6 месяцев назад. - Эстебан (Адриан Р'Манте) |                |                                             |                  |                                     |                   |                        |
| 37 | 11             | «Близнецы в Типтоне»                        | Rich Correll     | Pamela Eells O'Connell              | март 31, 2006     | 215                    |
| В отеле проходит ежегодный съезд близнецов. Зак приглашает двух британских близняшек в пиццерию, но Коди не намерен идти, так как расстроен своим расставанием с подружкой. Тем временем, Мэдди и Лондон встречают одного из близнецов — Дирка. Мэдди соглашается встретиться с его братом Кирком, не зная, что тот совсем не похож на брата. - Джессика и Дженис (Камилла и Ребекка Россо), Дирк (Джейк Абель), Кирк (Скотт Хальберстадт), Боб (Чарли Стюарт) |                |                                             |                  |                                     |                   |                        |
| 38 | 12             | «Ни Заемщик, ни Пчела Спеллера»             | Lex Passaris     | Lloyd Garver                        | апрель 14, 2006   | 209                    |
| Лондон и Мэдди помогают небогатым семьям в благотворительном ремонте от своей школы. Несмотря на то, что Лондон ничего не делает, ей достаются все лавры. Зак проигрывается в игральных автоматах и вынужден занимать деньги у старшеклассника, который требует их назад с большими процентами. - Мэри-Маргарет (Моника Коулмэн), Кори (Ванесса Хадженс), Барбара (Софи Ода), Сестра Доминик (Марианн Мюллерлейл) |                |                                             |                  |                                     |                   |                        |
| 39 | 13             | «Боулинг»                                   | Rich Correll     | Danny Kallis                        | апрель 28, 2006   | 208                    |
| «Типтон-отелю» предстоит принципиальный матч по боулингу против команды «Сент-Марка» во главе с Ильзой. Единственная надежда мистера Мосби — отличный игрок Зак. Но перед матчем Кэрри наказывает его, и на роль ключевого игрока неожиданно выходит Арвин, который, как оказалось, был в молодости чемпионом по боулингу. - Эстебан (Адриан Р'Манте), Арвин (Брайан Степанек), Ильза Шикельгрубермайер (Каролин Ри), Гретель (Дот Джонс) |                |                                             |                  |                                     |                   |                        |
| 40 | 14             | «Сохранённый Человеком»                     | Jim Drake        | Jeff Hodsden Tim Pollock            | май 19, 2006      | 216                    |
| Зак встречает заносчивого сына богатых родителей, остановившегося в отеле. Ослеплённый щедростью Тео, он забывает про уговор прийти на выступление брата. Тем временем Мэдди и Лондон пытаются выполнять домашнее задание, заключающееся в ухаживании за игрушечной куклой, требующей «материнского внимания». - Эстебан (Адриан Р'Манте), Мэри (Моника Коулмэн), Кори (Ванесса Хадженс), Тео (Майк Вейнберг), Сестра Доминик (Марианн Мюллерлейл) |                |                                             |                  |                                     |                   |                        |
| 41 | 15             | «Люкс Запах Превышение»                     | Kelly Sandefur   | Billy Riback                        | июнь 2, 2006      | 210                    |
| Арвин изобретает машину, переносящую человека в параллельный мир. Близнецы используют её и оказываются в абсолютно противоположном мире, где дочь владельца отеля — Мэдди, а Лондон — конфетчица. Мистер Мосби имеет совсем другой характер, а Кэрри влюблена в Арвина. - Эстебан (Адриан Р'Манте), Арвин (Брайан Степанек) |                |                                             |                  |                                     |                   |                        |
| 42 | 16             | «В погоне за Золотом»                       | Rich Correll     | Adam Lapidus                        | июнь 10, 2006     | 221                    |
| Арвин принимает участие в соревнованиях инженеров отеля, которые проходят в Типтон. Зак и Коди узнают, что один из конкурентов, Ирв Уэлдон, жульничает, таким образом, они пытаются помочь победить Арвину. Лондон открывает свой собственный магазин и нанимает Мэдди, чтобы работать в нём. |                |                                             |                  |                                     |                   |                        |
| 43 | 17             | «Бостонское чаепитие»                       | Rich Correll     | Pamela Eells O'Connell              | июнь 30, 2006     | 222                    |
| Когда Зак и Коди посещают парк, они узнают, что он оцеплен. Тогда рабочий-строитель говорит им, что они собираются срубить дерево свободы и превратить парк в автостоянку. Коди пишет письмо на восемнадцать страниц, чтобы убедить здание муниципалитета не разрушать парк, но они не слушают. Заку снится сон о Бостонском чаепитии и он узнает, что парк Либерти — то самое место, где происходило это историческое событие. Он приводит эту причину рабочим-строителям, чтобы те не срубали дерево. В конце концов мистер Мозби получает судебный приказ не разрушать парк. Тем временем Эстебан берет тест, чтобы стать гражданином Соединённых Штатов.                                                    |                |                                             |                  |                                     |                   |                        |
| 44 | 18             | «Счастливого пути»                          | Rich Correll     | Jeny Quine                          | июль 7, 2006      | 219                    |
| Покровитель отеля утверждает, что упал на скейтборд Зака. Зак и Коди узнают, что он фальсифицировал несчастный случай, чтобы получить бесплатные вещи от Тип-Топ. Сотрудники Тип-Топ должны служить своему «травмированному» гостю с лучшим обслуживанием, которое они имеют, или рискуют репутацией отеля. |                |                                             |                  |                                     |                   |                        |
| 45 | 19             | «Спросите Зака»                             | Eric Dean Seaton | Billy Riback                        | июль 15, 2006     | 224                    |
| Зак хочет работать на школьную газету, потому что это единственная другая работа которая была в группе. Он тогда использует свою часть газеты, чтобы получить девочку по имени Дарлин. Лондон испытывает затруднения, заставляя себя заснуть, потому что под её матрацем есть алмазные крошки. |                |                                             |                  |                                     |                   |                        |
| 46 | 20             | «Это - хорошая Жизнь Ханны Монтаны»         | Rich Correll     | Howard Nemetz                       | июль 28, 2006     | 218                    |
| Рэвен Бэкстер посещает Тип-Топ и имеет видение, что вечеринка по случаю дня рождения Кэрри будет полна хаоса. Мэдди пытается заставить Лондон носить платье Рэвен, но Лондон не хочет носить это, поскольку оно не было сделано кем-то известным. Мэдди обманывает Лондон в ношении , но Лондон все узнает, скоро Ханна Монтана появляется в отеле и также хочет платье, таким образом, она борется за него с Лондон. - Приглашенные звезды: Рэвен-Саймон в роли Рэвен Бэкстер, Майли Сайрус в роли Майли Стюарт/Ханны Монтаны |                |                                             |                  |                                     |                   |                        |
| 47 | 21             | «Что за Эй?»                                | Lex Passaris     | Danny Kallis                        | август 5, 2006    | 217                    |
| После того, как они опаздывают на автобус, Зак убеждает Коди прогулять школу и идти в аллею, где они (вместе с Бобом) встречают любимую группу Коди, "Всеобщая вонь", которая снимает музыкальный клип. Коди выигрывает соревнование, чтобы снятся в видео как «Крыло Ли», но перед этим, Кери приезжает в аллею для посещения магазина, Зак, Коди и Боб пытаются не дать ей увидеть их. Тем временем Лондон и её новая мачеха испытывают затруднения в общении. |                |                                             |                  |                                     |                   |                        |
| 48 | 22             | «Кошмар в Разгар лета»                      | Lex Passaris     | Jeny Quine                          | август 11, 2006   | 211                    |
| Зак и Коди участвуют в школьном спектакле. Коди и девочка по имени Гвен встречаются, Заку понравилась Ванесса. Зак получает роль в игре, где он должен поцеловать Гвен. Когда они практикуют поцелуй, Гвен влюбляется в Зака. Заку нравится Ванесса. Ванессе нравится Коди. Коди изменяет сцену поцелуя с помощью Агнес. Лондон изменяет вид отеля, чтобы принести Фэншуй удачу, но это доставляет больше неприятностей, чем пользы. Сначала, Мэдди находит 100$, родители Эстебана разбогатели, и Мосби получает экзотическое транспортное средство. Но, Мэдди арестована, так как купюра была фальшивкой, родители Эстебана обанкротились, а «экзотическое транспортное средство Мосби» является велосипедом. |                |                                             |                  |                                     |                   |                        |
| 49 | 23             | «Трудности перевода»                        | Rich Correll     | Danny Kallis                        | август 19, 2006   | 223                    |
| Началась Международная Неделя в школе Коди и Заке. Японская певица посещает Тип-Топ, и Зак использует её для своего школьного проекта. Тем временем, Лондон и Мэдди застревают в гардеробе Лондон. Когда Зак теряет певицу в школе, Кэри, Коди и Заку приходится самим выступать для многочисленной японской аудитории, пока Кумико не возвращается. |                |                                             |                  |                                     |                   |                        |
| 50 | 24             | «Залп папы»                                 | Kelly Sandefur   | Adam Lapidus                        | сентябрь 8, 2006  | 227                    |
| Коди обеспокоен новым другом его мамы, таким образом, он вызывает своего отца в Типтон. Мэдди пошутила над Лондон, чтобы заставить её хорошо играть в волейбол. |                |                                             |                  |                                     |                   |                        |
| 51 | 25             | «Свободный Танцзал»                         | Rich Correll     | Jeny Quine                          | сентябрь 22, 2006 | 225                    |
| Эстебан начинает класс бальных танцев, чтобы помочь заработать деньги для quinceañera его сестры. Мистер Мосби намечает соревнование бальных танцев в Типтон. Бригада выступает, чтобы выиграть деньги для quinceañera сестры Эстебана. |                |                                             |                  |                                     |                   |                        |
| 52 | 26             | «Очень страшное кино»                       | Rich Correll     | Pamela Eells O'Connell              | октябрь 13, 2006  | 228                    |
| Зак испуган фильмом ужасов о зомби, которые их мать сказала не смотреть, и Зак начинает складывать мебель против двери отеля в лобби, когда он ходит во сне. Лондон симулирует бедность, чтобы произвести на мальчика впечатление. |                |                                             |                  |                                     |                   |                        |
| 53 | 27             | «Ах! Дикая местность!»                      | Rich Correll     | Danny Kallis Jim Geoghan            | ноябрь 10, 2006   | 230                    |
| Мальчики становятся Бойскаутами с мистером Мосби в роли их лидера. Когда вся их еда исчезает, Зак спасает команду от голода, находя дикую еду. Коди ревнив, и когда он встречает старика, который даёт ему еду, Коди лжёт команде и говорит, что нашёл это сам. В то время как мальчики отсутствуют, Кэри пытается использовать свободное время, но Мэдди и Лондон, беспокоят её о парне Мэдди. Парень — старый друг Лондон, и он её всё ещё нравится. |                |                                             |                  |                                     |                   |                        |
| 54 | 28             | «Птицевод Бостона»                          | Rich Correll     | Jim Geoghan                         | ноябрь 24, 2006   | 220                    |
| Ястреб делает гнездо в Типтон и вызывает опустошение, таким образом, мистер Мосби отпугивает его. Когда Коди узнает, что ястреб отложил яйцо, он начал заботится о нём, в то время как Зак снимает штриховку яйца, чтобы продать в Интернете. Коди продолжает заботиться о молодом ястребе после вылупки из яйца, но когда молодой ястреб готов быть выпущенным на волю, Коди тяжело его отпускать. |                |                                             |                  |                                     |                   |                        |
| 55 | 29             | «Медсестра Зак»                             | Rich Correll     | Danny Kallis                        | декабрь 8, 2006   | 229                    |
| Коди заботится о Кери, когда она болеет, но когда Коди тоже заболел, Зак должен заботиться о них обоих. Все служащие в Типтон пытаются выиграть Служащего Месяца, мешая другим служащим. |                |                                             |                  |                                     |                   |                        |
| 56 | 30             | «Клуб близнецов»                            | Lex Passaris     | Howard Nemetz                       | январь 7, 2007    | 231                    |
| Зак и Коди пытаются найти работу на лето, таким образом, они убеждают Мозби позволять им пользоваться залом по понедельникам ночью и открывают свой клуб. Лондон даёт Мэдди некоторые из её самодельных косметических товаров под названием Просто Лондон, но, оказывается, есть побочный эффект. |                |                                             |                  |                                     |                   |                        |
| 57 | 31             | «Рискните Всем этим»                        | Rich Correll     | Danny Kallis Jim Geoghan            | январь 27, 2007   | 234                    |
| Зак и Коди принимают участие в телевикторине «Рискни всем». Мэдди пытается удалить сердитое электронное письмо, которое Лондон случайно послала Мистеру Мозби, которое Мэдди не намеревалась посылать вообще. |                |                                             |                  |                                     |                   |                        |
| 58 | 32             | «Самородок Истории»                         | Danny Kallis     | Dan Signer                          | февраль 23, 2007  | 236                    |
| Бабушка Мозби, Роуз Мозби, навещает его, и помогает Заку с его статьёй по истории. Но, когда Зак получает «2» и неделя наказаний продолжилась, Зак берет помощь от Бабушки Мозби доказывать, что учитель истории Зака был неправ. Тем временем Лондон получает работу в Ведре Кудахтанья с Мэдди. Когда Лондон заставляет Мэдди вернуться на свою старую работу в качестве «Хиллари Хен», Мэдди сердится, но когда Лондон в беде, помогает ей. |                |                                             |                  |                                     |                   |                        |
| 59 | 33             | «Миниатюрный Гольф»                         | Jim Drake        | Jeny Quine                          | март 2, 2007      | 232                    |
| Зак и Коди идут на двойное свидание в мини-гольф. Зак плох в этом, и его подружка выигрывает. Зак пытается получить помощь от мистера Мозби, который был экспертом в мини-гольфе. Зак возвращается к мини-полю для гольфа и выигрывает. Лондон присоединяется к книжному клубу, а Кери пытается жить более здоровой жизнью. |                |                                             |                  |                                     |                   |                        |
| 60 | 34             | «Здоровье и фитнес»                         | Rich Correll     | Howard Nemetz                       | март 16, 2007     | 226                    |
| Каждый служащий в Типтон должен сдать тест на холестерин, и мистер Мозби боится иглы. Коди пытается заставить Повара Паоло есть целебно после того, как биты бекона были найдены в его крови после Проверки холестерина. После взгляда в наклонном зеркале, которое искажает изображения, Лондон волнуется по поводу того, что весит больше нормы, и Мэдди волнуется по поводу того, что она слишком тонкая. Лондон начинает тренироваться и не есть, в то время как Мэдди пытается поесть много. Кери пытается мешать Заку есть слишком много леденцов и даёт ему здоровую диету. |                |                                             |                  |                                     |                   |                        |
| 61 | 35             | «Назад к Игре»                              | Rich Correll     | Pamela Eells O'Connell Adam Lapidus | апрель 6, 2007    | 237                    |
| Баскетбольная команда в инвалидных креслах остаётся в Типтон, давая Заку возможность убедить его друга Джейми, что теперь, надолго используя инвалидное кресло, надо начать заниматься спортом снова. Мэдди пытается сделать фильм для своего школьного проекта, играют главные роли Лондон и Ланс. |                |                                             |                  |                                     |                   |                        |
| 62 | 36             | «Всё тип-топ или жизнь в Голливуде Часть 1» | Rich Correll     | Danny Kallis Jim Geoghan            | апрель 20, 2007   | 238                    |
| Два телевизионных автора узнают о жизни Зака и Коди, и снимают комедию положений о шоу, и все идут туда, чтобы смотреть за этим. Хотя, когда актёры Зака и Коди не на перерыве, Заку и Коди предлагают, взять их место. |                |                                             |                  |                                     |                   |                        |
| 63 | 37             | «Всё тип-топ или жизнь в Голливуде Часть 2» | Rich Correll     | Danny Kallis Jim Geoghan            | апрель 20, 2007   | 239                    |
| Зак и Коди принимают предложение стать звёздами телешоу, хотя Коди испытывает страх перед аудиторией и не может сниматься, Кэрри даёт им перерыв. Во время перерыва другие близнецы поют перед аудиторией, и авторы увольняют Зака и Коди и нанимают их. Между тем, Лондон и Мэдди проникают на съёмочную площадку и наблюдают за милыми актёрами, но режиссёр принимает их за дублёров. |                |                                             |                  |                                     |                   |                        |
| 64 | 38             | «Я требую Свою мумию»                       | Phill Lewis      | Pamela Eells O'Connell              | май 18, 2007      | 235                    |
| Когда Лондон возвращается из Перу, она привозит много артефактов, включая древнее ожерелье и мумию, которая, по словам Эстебана, была проклята. Зак и Коди хотят увидеть мумию и крадутся в номер, чтобы посмотреть, но случайно сталкивают её с окна. В результате Зак маскирует Коди как мумию, пока он ищет настоящую. Однако, Мэдди и Эстебан чувствуют, что мумия должна вернуться, туда откуда прибыла. Таким образом, они наряжают одну из старых кукол Мэдди, чтобы она была похожа на настоящую мумию. В конечном счёте они все узнают, что оригинальная мумия — фальшивка. |                |                                             |                  |                                     |                   |                        |
| 65 | 39             | «Способность»                               | Danny Kallis     | Adam Lapidus                        | июнь 2, 2007      | 233                    |
| Зак и Коди удивлены их экзаменационными отметками по способностям: Заку говорят, что он будет миллиардером, в то время как Коди может стать мусорщиком. Зак вскоре начинает учиться, в то время как Коди перестаёт стремиться к чему-то. Тем временем Мэдди спасает жизнь марокканского посла, а позже и Лондон. Она становится известной на некоторое время, и Лондон не нравится это. Но в конечном счёте новые новости появляются, и Мэдди с грустью узнаёт, что её минута славы прошла. |                |                                             |                  |                                     |                   |                        |

## Сезон 3
- В 3 сезоне 22 серии.
- Эшли Тисдейл отсутствует в 11 сериях.
- Этот сезон снимался в Феврале-Августе 2007.
- Это финальный сезон сериала.

| # серии сериала | # серии сезона | Название                        | Режиссёр     | Автор                               | Выход в США       | Производственный номер |
| --- | -------------- | ------------------------------- | ------------ | ----------------------------------- | ----------------- | ---------------------- |
| 66 | 1              | «Окончание»                     | Rich Correll | Danny Kallis Adam Lapidus           | 23 июня 2007      | 301                    |
| Зак узнает, что он провалил английский язык, и неспособен получить высшее образование, он должен посетить летнюю школу. Он врёт своим родителям, заставляя их полагать, что он получил отлично. Однако, на вечеринке по поводу окончания школы мальчиками, он объявляет перед всеми, что потерпел неудачу. Мэдди становится адвокатом лагеря и узнает, что должна провести лето с группой юных девочек, включая Холли, маленькую девочку, которая толкала Мэдди из-за её леденца. |                |                                 |              |                                     |                   |                        |
| 67 | 2              | «Лето Нашего Недовольства»      | Rich Correll | Dan Signer                          | 30 июня 2007      | 302                    |
| Коди ищет работу на лето, и находит, что знак в местном миниаукционном зале "нужна помощь". Когда владелец понимает, что Коди дружит с Лондон, он говорит, что наймёт Коди, если он организует ему встречу с нею. Когда Зак обнаруживает, что он - самый умный студент в своём классе летней школы, все другие дети дают ему три вывешивания, но в конце он обучает их также. |                |                                 |              |                                     |                   |                        |
| 68 | 3              | «Или пан, или пропал»           | Rich Correll | Jeny Quine Dan Signer               | июль 8, 2007      | 303                    |
| Так как Зак окончил среднюю школу, Кэри спрашивает его, хочет ли он найти работу на лето. Когда девочки в лагере подслушивают Мэдди по телефону с Лондон, они сообщают о последней сочной сплетне газетам. Так как все новости говорят, что Лондон не умеет плавать, она начинает ходить на уроки плавания с Лэнсом. После того, как он «спасает её» от потопления в мелком бассейне, она влюбляется в него. Арвин принимает Зака как своего помощника, но Зак не хочет делать всю необходимую грязную работу, таким образом, он скрывается в миниаукционном зале. |                |                                 |              |                                     |                   |                        |
| 69 | 4              | «Супер Близнецы»                | Rich Correll | Jim Geoghan                         | июль 13, 2007     | 305                    |
| Зак и Коди желают получить способности супергероя, когда они видят метеор. Их желание осуществляется: Зак получает суперскорость, а Коди получает телекинез и может читать мысли. Они узнают, что мистер Мозби — суперзлодей, злой заговор которого состоит в том, чтобы превратить всех детей в мини-взрослых с помощью его слуг, Арвина, Эстебана и Лондон, которая загипнотизирована на предоставление её алмазов Мозби. |                |                                 |              |                                     |                   |                        |
| 70 | 5              | «Кто Босс?»                     | Rich Correll | Danny Kallis Adam Lapidus           | июль 22, 2007     | 304                    |
| В миниаукционном зале Коди делает всю работу, но Зак получает всю славу. С помощью Арвина Коди заставляет машину помогать ему с его работой. Но вещи идут не так, как надо, Коди уволили, и Зак пытается помочь Коди вернуть свою работу. Тем временем Лондон не знает, как представить Лэнса её друзьям, потому что Лэнс постоянно смущает её. |                |                                 |              |                                     |                   |                        |
| 71 | 6              | «Багаж»                         | Rich Correll | Pamela Eells O'Connell Jim Geoghan  | июль 22, 2007     | 306                    |
| Конкурирующий миниаукционный зал начинает соревнование, чтобы узнать, кто может сложить пункты в мешок быстрее. Тем временем племянница мистера Мозби, Ния, приезжает в Тип-Топ и работает, поскольку в конфетной отсутствует Мэдди. Вместо того, чтобы готовиться к проблеме, Зак и Коди лентяйничают на вечеринке с Лондон и Нией. |                |                                 |              |                                     |                   |                        |
| 72 | 7              | «Бессонница»                    | Danny Kallis | Adam Lapidus                        | июль 28, 2007     | 307                    |
| Чтобы произвести на Стейси впечатление, Коди говорит ей, что у неё может быть своя вечеринка с ночёвкой в честь дня рождения в номере Лондон, в то время как она находится в Шотландии, но, когда Лондон приходит домой рано, Зак, Коди, и Ния должны найти способ не пустить Лондон в номер. Тем временем Кэри постоянно преследуется квартетом парикмахерской под названием Меллов нотес, потому что она настолько красива. |                |                                 |              |                                     |                   |                        |
| 73 | 8              | «Арвин, Который Прибыл в Обед»  | Rich Correll | Jeny Quine                          | август 5, 2007    | 308                    |
| Арвин нервничает, потому что его мать вступила в повторный брак и съехала. Когда Зак и Коди приглашают Арвина к себе на обед и оставляют на ночь, потому что он не хочет быть один. Кэри становится раздражительной с ним, она вынуждает Зака и Коди выгнать его. Тем временем Лэнс бросает Лондон, и она хочет найти способ вернуться к нему. |                |                                 |              |                                     |                   |                        |
| 74 | 9              | «Губа в Дожде»                  | Rich Correll | Danny Kallis Dan Signer             | август 12, 2007   | 318                    |
| Лондон получает роль Шарпей в их школьном спектакле Средней Музыкальной школы, вместо Мэдди, потому что мистер Тип-Топ финансирует игру директора «Вышивальный шёлк» на Бродвее. Зак должен работать за кулисами из-за наказания, а Коди получает роль Троя. |                |                                 |              |                                     |                   |                        |
| 75 | 10             | «Первый День Средней школы»     | Lex Passaris | Howard Nemetz                       | август 26, 2007   | 310                    |
| Это — первый день средней школы для Зака и Коди. Зак находит новую девушку, Эмбер, которую играет Кей Панабэйкер. Коди спасает Боба от Ванса, школьного хулигана, Ния вступается за Зака, и Марка заставляет помочь Коди учиться быть счастливым. Лондон учится в государственной школе впервые, в которой она отсутствует, чтобы сделать её собственный личный шкаф. |                |                                 |              |                                     |                   |                        |
| 76 | 11             | «Из Часов и Контрактов»         | Rich Correll | Tim Pollock                         | сентябрь 15, 2007 | 309                    |
| Зак пытается договориться о лучшем контракте для Кэри, но всё выходит совсем не так, как он планировал. После потери её научного наставника Лондон спрашивает и платит Коди, чтобы он помог ей с её проектом. Ния также хочет помощь Коди и подкупает его билетами на концерт к Эй Эй маме. Коди уходит. Лондон и Ния комбинируют свои машины и изобретают французского Жареного производителя. |                |                                 |              |                                     |                   |                        |
| 77 | 12             | «Арвинштейн»                    | Rich Correll | Pamela Eells O'Connell              | сентябрь 30, 2007 | 313                    |
| Это — Хэллоуин в Типтон. Ища Арвина, Зак и Коди случайно выпускают робота-монстра Франкенштейна, это почти точная копия Арвина. Служащие думают, что Арвинштайн — Арвин в своём костюме для Хэллоуина. Тем временем Лондон устраивает вечеринку в честь Хэллоуина в Типтон, на которой есть соревнование костюмов, и победитель получает алмазы. Арвинштайн обнаруживается на вечеринке и становится победителем соревнования костюмов Лондон. Арвинштайн похищает Кери, и все узнают, что Арвинштайн — монстр. |                |                                 |              |                                     |                   |                        |
| 78 | 13             | «Команда Типтон»                | Rich Correll | Howard Nemetz                       | октябрь 27, 2007  | 312                    |
| Мэдди возвращается и не ладит с Нией, в то время как Эстебан и Патрик также борются. Кери тогда входит в аргумент с Патриком после высказывания, что он делал шум во время её выступления. Тем временем, когда Зак заставляет некоторых клиентов уезжать, он и Коди завлекают энтомологов в Тип-Топ. Однако, из-за его страха перед насекомыми, Зак случайно освобождает насекомых из клеток. Мистер Мозби, принимает меры, чтобы семинар был проведён в Типтон для себя, Арвина, Эстебана, Патрика, Кери, Миллисент, Мэдди, Лондон и Нии, чтобы помочь им учиться уважать друг друга. |                |                                 |              |                                     |                   |                        |
| 79 | 14             | «Оркестр»                       | Rich Correll | Jeff Hodsden                        | ноябрь 10, 2007   | 311                    |
| Коди ревнует к новому скрипачу Сергею, российскому профессионалу. Когда Сергей начинает флиртовать с Барбарой, девочкой которая нравится Коди, он настроен вернуть её. Тем временем Лондон хочет изучить бизнес отеля Типтон, таким образом, она тени все рабочие места в Типтон, включая посыльного и девицу и хаос причин для гостей и всех служащих. Но когда она идёт для работы мистера Мозби, она слышит все противные вещи, которые рабочие в Типтон говорят о ней. Тем временем у оркестра есть работа в Типтоне, и Коди отчаянно пытается вернуть Барбару. |                |                                 |              |                                     |                   |                        |
| 80 | 15             | «Рассказ о Двух домах»          | Rich Correll | Jim Geoghan                         | ноябрь 17, 2007   | 314                    |
| Зак и Коди каждый приглашают девочку к себе в пустую квартиру их папы в одно и то же время время. Тем временем Лондон учит Эстебана, как действует богатый, потому что его семья наследует трон в его стране, но заканчивает тем, что разрушила все для Эстебана, и когда военный переворот сверг королевскую семью Эстебана, всё его богатство оказывается истрачено, вынуждая Эстебана вернуться к его старой работе в качестве коридорного. |                |                                 |              |                                     |                   |                        |
| 81 | 16             | «Типтонлайн»                    | Rich Correll | Dan Signer                          | декабрь 15, 2007  | 315                    |
| Коди помогает Лондон с её веб-сайтом. Лондон Тип-Топ в главной роли и производит видео на её сайте. Зак увлекаются Средневековыми Волшебными Поисками, онлайн игрой. Мистер Мозби играет в игру также, таким образом, они становятся друзьями в онлайне. Коди устаёт от всех вещей, которые Лондон заставляет его сделать, и уходит. Сайт Лондон тогда начинает получать меньше зрителей, и она приносит извинения Коди, приглашая его назад быть продюсером. Тем временем Зак и Мистер Мозби обнаруживают каждую идентичность других в игре, и они позже пытаются уйти, потому что игра, является захватывающей. |                |                                 |              |                                     |                   |                        |
| 82 | 17             | «Помешавший Снова»              | Danny Kallis | Billy Riback                        | февраль 1, 2008   | 319                    |
| Тони Хоук зарегистрировался в Типтон; Мэдди и Лондон каждый влюбляется без памяти в их преподавателя по фехтованию. В то время как Зак и Коди делают их научный проект, проблема состоит в том, что у Коди есть страх перед микробами, и когда Зак делает ошибку, анализируя микроб из кухни и думает, что это — ядовитый тип чёрной почвы, распространений слуха через отель, и все начинают паниковать. Коди преобладает над своим страхом после того, как он понимает, что не может пойти, кататься на скейтборде с Тони Хоуком, нося костюм против микробов. |                |                                 |              |                                     |                   |                        |
| 83 | 18             | «Ухаживание за Телефоном»       | Rich Correll | Danny Kallis Pamela Eells O'Connell | апрель 19, 2008   | 317                    |
| Зак и Коди оказывают поддержку Трэвису, ребёнку, которого они втягивают в помощь чтобы им произвести впечатление перед ним, потому что его папа работает на круизном корабле. Они тогда берут на поруки на Трэвиса и выходят с их девушками, но позволяет Трэвису идти с девочками вместо этого. Мэдди находит телефон незнакомца. В конце концов владельцем телефона оказался старик, но Мэдди интересуется внуком старика по имени Джеффри. |                |                                 |              |                                     |                   |                        |
| 84 | 19             | «Запасные игроки»               | Jim Drake    | Danny Kallis                        | июль 19, 2008     | 316                    |
| Зак испытывает себя для баскетбольной команды средней школы, но понимает, что есть некоторые жёсткие соревнования, вид, с которым он ещё не сталкивался в средней школе, и хуже, гигант, Тренер «в Вашем лице» Литтл. Тем временем, когда они отклонены как черлидеры, Коди и Лондон формирует собственную команду поддержки с помощью Мистера Мозби. |                |                                 |              |                                     |                   |                        |
| 85 | 20             | «Не считай Время в номере 2330» | Rich Correll | Jeny Quine Adam Lapidus             | август 9, 2008    | 320                    |
| Когда Зак и Коди наказаны и им запрещено оставаться их номере, Мэдди выступает за Коди как продюсер интернет-шоу Лондон. Чтобы получить Золотую премию Нетти, Коди выбирается и приглашает Чита Гёрлз для шоу Лондон, но удивлён, когда он узнает, что Мэдди уже заказала Криса Брауна как приглашённую звезду. В конце Кэри узнает и идёт на волнение против явного неповиновения её сыновей, пугая Криса, Чита Гёрлз, и живую аудиторию, и узнает Зака и Коди в гневе. Это заканчивается тем, что Мэдди и Коди выигрывают Золотую Нетти, и мать Зака и Коди была главной загрузкой недели. |                |                                 |              |                                     |                   |                        |
| 86 | 21             | «Давайте Развлекать Вас»        | Rich Correll | Danny Kallis Pamela Eells O'Connell | август 16, 2008   | 322                    |
| Зак и Коди получают предложение остаться в номере Короля Нептуна на SS Tipton с их матерью, если она будет петь, однако, они не говорят ей, что она должна будет петь, и после пары часов на судне она узнает самостоятельно. Так как Кери не думает, что это — путешествие, если она должна работать, она предлагает платить за её комнату непосредственно, хотя единственная комната, которую она может оплатить, является чулан. Кроме того, жители чулана питаются только одной маленькой тарелкой еды в день. Кэри наконец сдаётся и зла чтобы петь. К сожалению, она заснула на солнце и сгорела, она больше не в состоянии выступать. Зак и Коди тогда выступают вместо неё, заявляя, что, потому что их мать принесла очень много жертв для них, это — время им принести жертву для неё. Когда нахальный директор круиза говорит, что это не разрешено, аудитория приветствует Зака и Коди и говорит, чтобы они устраивали большое шоу. Тем временем в Бостоне, Лондон принимает 24-часовой телемарафон во время «Ай да я!» вещания. В этом эпизоде Лондон берет совет Мэдди заработать деньги для бедняков через телефонные заявления. Они планируют сделать это, чтобы специальные гости вошли со всего мира и выступили, чтобы помочь причине. Однако, происходит снежная буря, которая предотвращает любого из гостей Лондон для её радиопередачи, чтобы добраться до отеля. Поэтому они вынуждены импровизировать. Прошли почти целые 24 часа, Лондон устаёт и решает выйти. Тогда они понимают, что их подключение к интернету потерялось больше двадцати трёх часов назад, и что все их выступления были ни для чего. Вместо этого они решают дать оставшуюся еду от Типтон до продовольственного убежища несколько раз в неделю. |                |                                 |              |                                     |                   |                        |
| 87 | 22             | «Мистер Типтон приезжает»       | Lex Passaris | Jim Geoghan                         | сентябрь 1, 2008  | 321                    |
| Новости о посещении Мистера Типтона взволновали служащих, и они начинают вспоминать об их благодеяниях, думая о том, кто заслуживает возможной премии в размере 50 000$. Когда Мистер Типтон прибывает, он в плохом настроении, что означает, что кто-то будет уволен, и никто не получит повышение. Все пальцами указывают на Кэри из-за неудач мальчиков, но Зак и Коди придумывают план, вовлекая Мюриэл, чтобы защитить их мать. Мюриэл делает ошибку перед мистером Типтоном, и он увольняет её, не понимая, что она уже уволилась некоторое время назад. Примечание: Это последняя серия Всё тип-топ, или Жизнь Зака и Коди, перед премьерой Всё тип-топ, или Жизнь на борту. |                |                                 |              |                                     |                   |                        |